# 真実の黙示録
「真実の黙示録」（しんじつのもくしろく）は、高橋洋子の26枚目のシングル。2015年1月21日にスターチャイルドから発売された。

## 概要
- スターチャイルド移籍後4枚目となるシングル。前作から1年9ヶ月ぶりのリリースである。2016年2月1日付けで、スターチャイルドは第三クリエイティブ本部と事業統合し、KING AMUSEMENT CREATIVEに移行したため、このシングルがスターチャイルドから発売した最後のシングルとなった。
- テレビアニメ『クロスアンジュ 天使と竜の輪舞』のオープニングテーマで、第13話以降で使われている[1]。「蒼き炎」以来の8年ぶりにテレビアニメの主題歌を担当した。
- 高橋に後期のオープニングテーマの依頼が来たのは『クロスアンジュ』がオンエアされるよりも前である[2]。高橋は作詞も担当しており、制作側は高橋に詞のテーマとして「アンジュの母親としての目線」、「母性」というオーダーを出した[2]。作曲を担当した大森俊之はあらかじめ何曲か用意しており、その中から高橋が1曲選んでレコーディングをした[3]。この曲を選んだ理由は、高橋がこれまでに歌ったことのない曲調であったからと述べている[4]。
- カップリングの「新しい星」は、「真実の黙示録」と同様にアンジュに対する母親の目線をテーマに作詞をされている[5]。作曲も高橋が手掛けており、アニメのエンディングテーマをイメージして製作された[5]。
- 2023年現在、2曲ともアルバム未収録である。

## 収録曲
（全作詞：高橋洋子）
1. 真実の黙示録 [3:58]
作曲・編曲：大森俊之
  - テレビアニメ『クロスアンジュ 天使と竜の輪舞』オープニングテーマ
2. 新しい星 [5:27]
作曲：高橋洋子、編曲：笹路正徳
3. 真実の黙示録 Off Vocal Ver. [3:57]
4. 新しい星 Off Vocal Ver. [5:26]

## 参加ミュージシャン
| 真実の黙示録                         | 真実の黙示録                                                                   |
| ------------------------------------ | ------------------------------------------------------------------------------ |
| Arrangement, Keyborads & Programming | 大森俊之                                                                       |
| Violins & Solo                       | 後藤勇一郎                                                                     |
| Electric Guitars                     | 古川望                                                                         |
| Precussions                          | 三沢またろう                                                                   |
| Chorus                               | 前根忠博、丘山哲哉、たかはしごう、石塚勇、花岡幸恵、佐藤祥、高橋洋子、大森俊之 |
| Sampling Whisperd                    | 竹中あこ                                                                       |
| Whisper Voice                        | 高橋洋子                                                                       |
| Recorded & Mixed                     | ueken@mac.com                                                                  |
| Recorded & Mixed at                  | Elephantonica & Onkyo 2st. & 6st.                                              |
| Musician Coodinated                  | 松井香（Kick'up）                                                              |
| Mastering Engineer                   | 滝口博達（parasight mastering）                                                |
| 新しい星                             |                                                                                |
| Sound Produced & Arranged            | 笹路正徳                                                                       |
| All Instruments                      | 笹路正徳                                                                       |
| Strings                              | 篠崎正嗣ストリングス                                                           |
| Recorded                             | 赤工隆、小倉進吾（mimi-tab.）                                                  |
| Mixed                                | 斉藤敬興（mimi-tab.）                                                          |
| Recorded at                          | キング関口台スタジオ                                                           |
| Assistant Engineer                   | 木村太郎、桐本簾也                                                             |
| Mixed at                             | Sony Music Studios Tokyo                                                       |
| Assistant Engineer                   | 公文英輔                                                                       |
| Recording Coordinated                | 大矢朋広（mimi-tab.）                                                          |
| Musician Coordinated                 | 関谷典子（FACE MUSIC）                                                         |

## スタッフクレジット
| Illustration       | 小野早香                         |
| Paint              | 久保木裕一                       |
| BG                 | 小倉一男（草薙）                 |
| CGI                | 小久保将志（武右ェ門）           |
| Special Effects    | 垣田由紀子（T2studio）           |
| Design             | 鈴木大介                         |
| Photo              | 大山ケンジ                       |
| Stylist            | 花嶋千賀                         |
| Hair & Make up     | 大平千紗子（punica）             |
| Design Coordinator | 鎌野友理子（キングレコード）     |
| Artist Management  | 池田愛理子（アトミックモンキー） |
| Promoter           | 矢田晶子（キングレコード）       |
| A&R Chief Producer | 宿利剛（キングレコード）         |
| Executive Producer | 大月俊倫（キングレコード）       |